# Carousel (film)
Carousel è un film del 1956 diretto da Henry King, tratto dall'omonimo musical di Rodgers e Hammerstein.

## Trama
Billy Bigelow è morto da 15 anni, raccontando all’Amministratore dell’Etere la sua vita gli parla di sua moglie Julie e di suo figlio nato dopo la sua morte avvenuta in seguito alla fuga dopo una rapina andata male. L’Amministratore dell’Etere gli mostra la sua famiglia e così Billy scopre che non ha avuto un figlio ma una figlia, di nome Louise che però – a causa dei trascorsi del padre – viene evitata da tutti.
Ottenuto un giorno di permesso per tornare sulla terra, Billy lo passerà al fianco della figlia, ispirandole una nuova fiducia in modo che anche gli altri siano portati ad aprirsi a lei. Terminata la sua missione egli ritornerà dall’Amministratore dell’Etere per vegliare su Louise dall’alto.

## Produzione
Il ruolo del protagonista era stato inizialmente dato a Frank Sinatra. All'epoca si disse che il motivo per cui Sinatra si tirò indietro fu per la necessità di dover girare ogni scena due volte, una per il CinemaScope e un'altra per il CinemaScope 55. Tuttavia Shirley Jones affermò in seguito che Sinatra rifiutò a causa di una chiamata di Ava Gardner, la quale si trovava in Africa per girare Mogambo, dicendogli che se non l'avesse raggiunta subito avrebbe avuto una relazione con Clark Gable.

### Luoghi delle riprese
Il film venne girato nello Stato del Maine, tra cui nei comuni di Boothbay Harbor, Augusta, Camden e Newcastle.

## Colonna sonora
1. The Carousel Waltz
2. Mister Snow
3. If I Loved You
4. June Is Bustin'
5. Soliloquy
6. When the Children Are Asleep
7. This Was a Real Nice Clambake
8. Stonecutters Cut It On Stone
9. What's the Use of Wond'rin'
10. You'll Never Walk Alone
11. Louise's Ballet
12. If I Loved You
13. You'll Never Walk Alone

## Home Video
In occasione del 50º Anniversario, la 20th Century Fox ha pubblicato un'edizione rimasterizzata a 2 DVD.